# Remigio Sturaro
Remigio Sturaro (Agna, 2 giugno 1940 – Padova, 17 maggio 2017) è stato un rugbista a 15 e dirigente sportivo italiano, presidente del Petrarca dal 1983 al 1984 e dal 1990 al 1992.

## Biografia
Giocatore del Petrarca, nel 1963 gioca due partite con la Nazionale italiana contro la Spagna Under 23 a Barcellona e contro la Polonia a l'Aquila. Successivamente diventa dirigente della società padovana e come ragioniere avvia uno studio da commercialista sempre a Padova.

## Palmarès

### Dirigente
- Campionati italiani: 1
Petrarca: 1983-84